# 東急バス東山田営業所

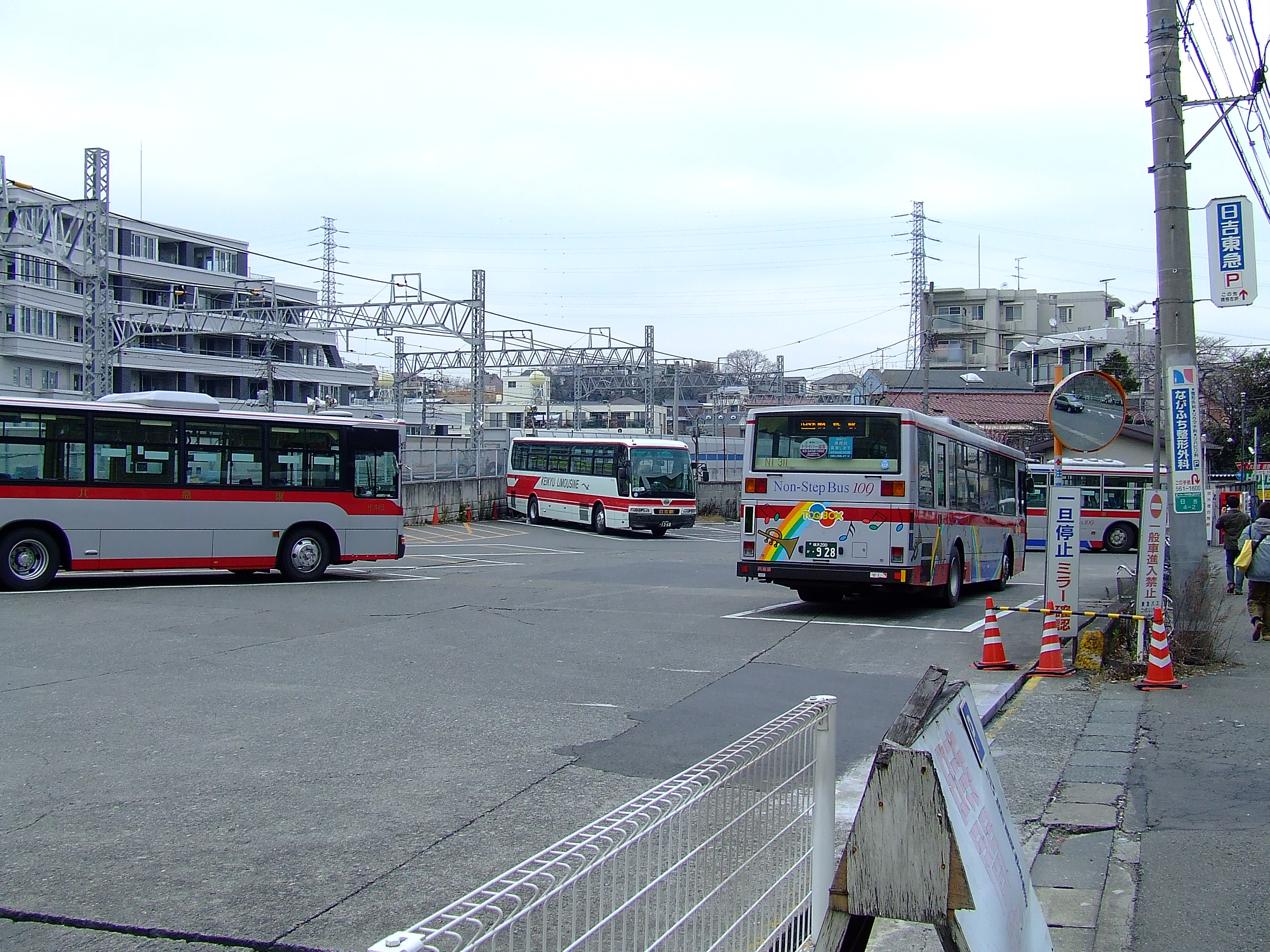
日吉営業所跡地
日吉駅東口のバス折返所

東急バス東山田営業所（とうきゅうバスひがしやまたえいぎょうしょ）は、神奈川県横浜市都筑区東山田に所在する東急バスの営業所。日吉駅および港北ニュータウン地域を主軸に路線を展開する。営業所の略号は「H」であるが、これは前身の日吉営業所と頭文字が同じため引き継いだものである。最寄り停留所は東山田営業所（南31・北31系統・鷺01・日40系統）。また、横浜市営地下鉄グリーンライン東山田駅から徒歩20分。なお、営業所名および周辺地名は「ひがしやまた」と最後が濁らない。
本項では、東山田営業所の前身で横浜市港北区日吉4丁目2-7にあった東急バス日吉営業所（とうきゅうバスひよしえいぎょうしょ）についても記述する。

## 沿革
川崎営業所に次ぐ神奈川県内2番目の営業所として、1962年4月1日に横浜市港北区日吉4丁目に開設された日吉営業所が前身である。日吉営業所は東急東横線日吉駅東口の北側に所在した。日吉営業所の跡地は現在も日吉駅東口バス乗り場付近のバス折返所として使用されている。
日吉営業所が開設されるまでの間は、神奈川県内のほぼ全路線が川崎営業所に集約されていた。高度経済成長期に都心部のベッドタウンとして神奈川県内の人口が急増する中で、県内には1962年に日吉営業所、高津営業所が相次いで開設した。川崎営業所の所管路線のうち、日吉駅・綱島駅を起点に横浜市内を運行する9路線が日吉営業所へ、主に溝の口から郊外へ向かう7路線が高津営業所に移管された。
日吉営業所時代は川崎駅や横浜駅へ至る路線も所管していた。当初は新羽営業所がまだ開設されていなかったため、綱島駅発着路線なども担当していたが、1966年4月18日に新羽営業所が開設されると同所へ一部路線を移管した。
東急東横線複々線化工事等のため日吉営業所が手狭となったことと、横浜市営地下鉄ブルーライン開通に伴う港北ニュータウン地区での路線拡張のため、1993年10月31日をもって日吉営業所を廃止、翌11月1日に日吉営業所を移転する形で東山田営業所を開設した。東山田営業所の開設に先立ち、一部路線は新羽営業所が担当して開設されたが、その際すでに「東山田営業所」の停留所名が使用されていた。
日吉営業所の廃止に伴い同営業所の所管路線のうち、日吉線と高田線は東山田営業所へ引き継がれ、日吉駅 - 綱島駅（駒岡線）、日吉駅 - 綱島東四丁目循環（箕輪循環線）、日吉駅 - 川崎駅（鹿島田線、後に廃止）は新羽営業所へ移管された。また、高津営業所からすみれが丘線（鷺01）、鷺沼線（鷺02）が東山田営業所へ移管されてスタートした。
東山田営業所の用地は、横浜市営バス港北ニュータウン営業所があった用地とともに「港北ニュータウン基本計画」の計画書に記載が見られる。また、日本住宅公団（現：都市再生機構）の港北ニュータウン計画土地利用計画にも「バ」という記載とともに営業所用地が当初から計画されていたことを示す記載がある。地元ミニコミ紙などによれば、当初この用地は横浜市交通局が使用することを前提に計画されていたようだが、早渕川以北の港北ニュータウン計画地が東京急行電鉄の路線権エリアであったことから、最終的に東京急行電鉄のバス営業所用地として確保されることとなった。

### 年表
- 1940年（昭和15年）6月12日：川崎営業所が開設。
- 1948年（昭和23年）6月1日：東京急行電鉄が成立（大東急解体）。
- 1962年（昭和38年）
  - 4月1日：日吉営業所が開設（横浜市港北区日吉4丁目2-7）。川崎営業所から一部路線を移管されて営業開始。
  - 10月20日：高津営業所が開設。
- 1965年（昭和40年）：横浜市が「横浜市六大事業」として横浜市営地下鉄の建設と港北ニュータウン開発計画などを発表。
- 1966年（昭和41年）4月18日：新羽営業所が開設、日吉営業所から一部路線を移管される。
- 1981年（昭和56年）6月23日：青葉台営業所が開設、高津営業所から一部路線を移管される。
- 1986年（昭和61年）8月23日：虹が丘営業所が開設、高津営業所・青葉台営業所から一部路線を移管される。
- 1988年（昭和63年）3月11日：東急東横線日吉駅改良工事が着工。
- 1991年（平成3年）
  - 5月21日：東京急行電鉄の子会社として東急バス株式会社を設立、バス事業を分社化。
  - 10月1日：東急バス株式会社が営業開始。東急バス日吉営業所となる。
  - 11月22日：日吉駅改良工事が完成[1]。
- 1993年（平成5年）
  - 10月31日：日吉営業所を廃止。
  - 11月1日：東山田営業所を開設（日吉営業所を移転）。
- 2001年（平成13年）9月16日：所管路線に系統番号を付与（川崎市内を発着する鷺01・02系統については既に付番済み）。
- 2008年（平成20年）
  - 3月30日：横浜市営地下鉄グリーンラインの開業に際し路線再編を実施。同時にさくらが丘線を川崎営業所から移管される。
  - 6月18日：深夜急行便を除く路線にPASMOを導入。
  - 11月1日：横浜市営地下鉄グリーンライン開業の影響により、一部を除く路線で減便・廃止などのダイヤ改正を実施。

## 現行路線

### 日吉線

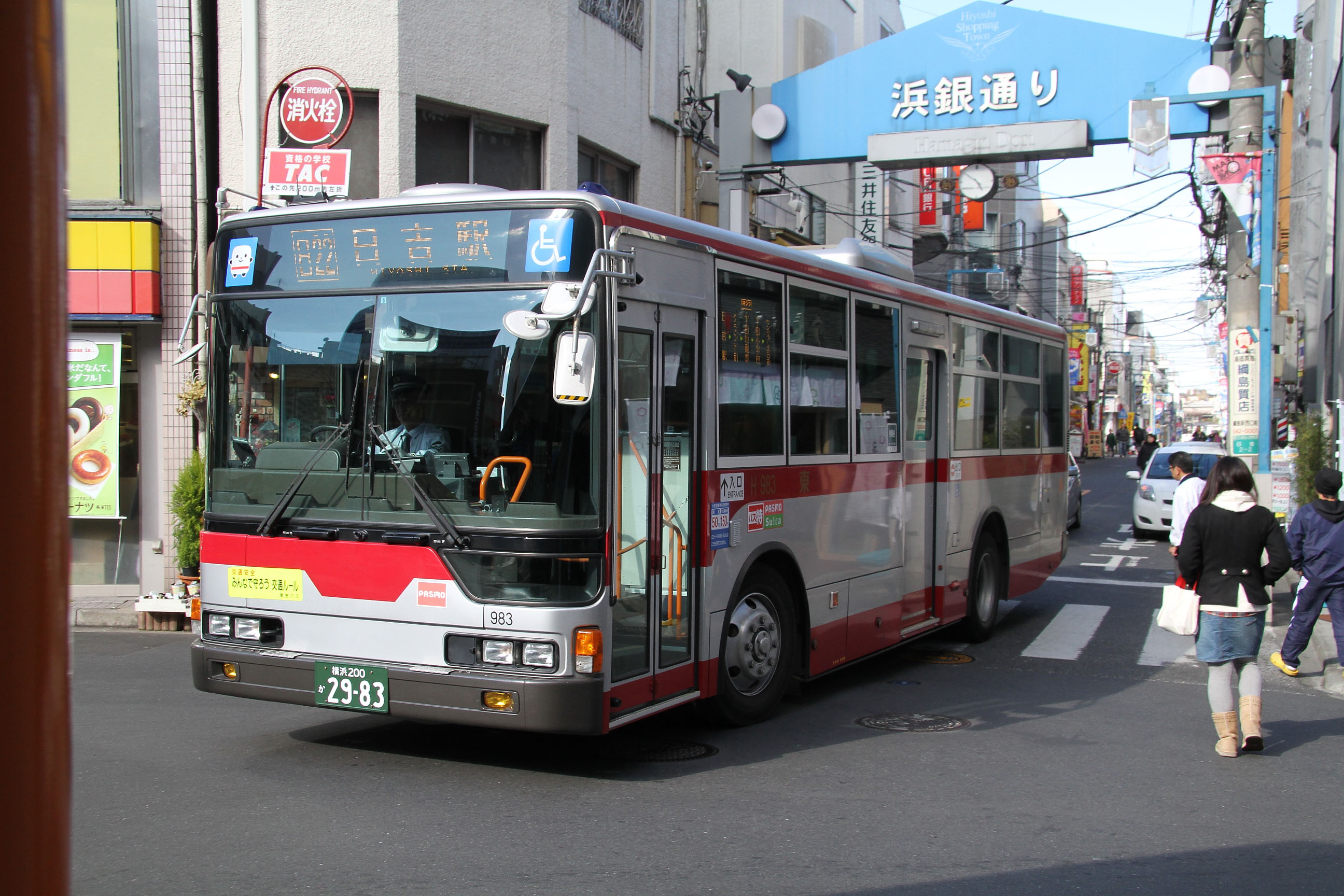
日22
日吉駅西口の浜銀通りを出て、日吉駅バスターミナルへ向かう

- 日21：日吉駅 - 下田仲町 - 新田坂下 - 下田町 - 高田町（山本記念病院）
- 日22：日吉駅 - 下田仲町 - 新田坂下 - サンヴァリエ日吉

年表
- 1958年5月15日：日吉駅 - 下田町（現・下田小学校）として開設。当初は川崎営業所所管。その後下田住宅まで延伸される。
- 1962年：日吉営業所開設に伴い移管。
- 1985年7月1日：下田住宅系統の深夜バスを開設。
- 1985年12月16日：高田町系統を開設。
- 1989年5月16日：高田町系統の深夜バス運行開始。
- 1993年11月1日：日吉営業所移転に伴い、東山田営業所へ移管。
- 1997年：下田住宅系統の終点名称を「サンヴァリエ日吉」へ改称。
- 2003年7月1日：地下鉄工事に伴い、夜間帯の一部ダイヤの日吉駅 - 日吉町間で迂回運行開始。
- 2007年8月10日：この日を以て上記の迂回運行を終了。

日吉線は、港北区の北端を東西に走る路線であり、日吉駅と都市機構住宅のサンヴァリエ日吉を結ぶ日22系統と、同駅と高田町を結ぶ日21系統からなる。高田町の終点は高田線などが停車する高田停留所とは大きく離れたところにあるため、「山本記念病院」の副名称をつけて区別している。日21系統については誤乗防止のため、方向幕は黒地で表示されていたが、行先表示機がLED式となったため一時見られなくなっていた。その後2006年10月頃にLEDの表示変更がなされ、系統番号が反転表示になっている。
路線全般が狭隘路であるが、沿線に住宅地を抱えており利用者が多いため、運行は大型車によって行われている。かつては他の路線とは異なりバックアイ・マーカーランプ付きの車両が充当されており、ノンステップ車やワンロマ車が走ることはなかったが、近年ではノンステップバスの運用も増えてきている。
大型車で運行されているにもかかわらず、ラッシュ時には度々積み残しが発生し、朝ラッシュ時における日吉駅近くの停留所では満員通過が当たり前となっている。このため、乗降客の多いバス停には臨時の係員も動員され、狭い道での乗降時間短縮を図っている。この為、一部には中ドア付近の座席を撤去したバスや中ドア付近の座席を最初から設けず、立ち席や車椅子のスペースとしたバスが存在した。これらの理由により、日吉線は、東山田営業所でも需要の高い路線の一つである。
かつては今より道幅の狭い箇所がいくつもあり、道路の拡幅に手間取ったため、ワンマン運転の開始は1973年と非常に遅い時期のことである。最終的には、運転手を動員して道路の拡幅工事が行われたとのエピソードも残されている。
両系統は日吉駅 - 新田坂下間で同一経路をとり、ダイヤも共通に組まれている。日中時間帯の運行本数は日22系統は毎時8本程度、日21系統は毎時2本程度となっている。出入庫は日40系統、高田町と営業所間の回送出入庫、深夜バスの一部で日40系統のいずれかで行う。なお、一時期に日吉駅 - 高田町 - （下根住宅前） - （百石橋） - 東山田営業所という入出庫系統が存在したが現存しない。

### 高田線
- 日40：日吉駅東口 - 箕輪町舟下 - 北綱島 - 高田駅前 - 東山田駅 - 東山田営業所
- 日40：東山田営業所 → 東山田駅 → 高田駅前 → 北綱島 → 箕輪町舟下 → 日吉駅（出庫）

年表
- 1960年10月1日：高田線 日吉駅西口 - 高田 - 綱島駅を開通。
- 1961年2月1日：日吉駅西口 - 日吉本町 - 高田 - 綱島駅 - 日吉駅西口循環に変更、高田循環線となる。
- 1960年代：日吉駅西口発着から東口発着へ変更。
- 1962年5月7日：日吉駅 - 南日吉団地系統を新設。
- 1963年3月：南日吉団地系統を日吉駅 - 南日吉団地中央循環に変更。
- 1963年4月：南日吉団地循環の循環区間を逆回りに変更。
- 1971年2月10日：高田循環線の循環運転を取りやめ、日吉駅 - 箕輪町住宅 - 道中坂下に変更、再び高田線となる。
- 1985年7月1日：深夜バス・日吉駅 - 南日吉団地循環を新設。
- 1989年5月16日：深夜バス・日吉駅 - 南日吉団地循環を日吉駅→南日吉団地→下田町に変更（後の日55系統）。
- 1993年11月1日：日吉営業所移転により東山田営業所へ移管。同時に道中坂下系統の東山田営業所発着便を新設。
- 2001年9月16日：系統番号付与。日吉元石川線の開通に伴い道中坂下系統を日吉本町経由から北綱島経由に変更（日41、43）。日40、日52系統を開設。日52で深夜バス運行開始。
- 2004年3月31日：日55系統廃止。
- 2008年3月30日：横浜市営地下鉄グリーンライン開業に伴い日41、日43系統を廃止、日52系統も休日1本を残して廃止し、新・日41系統（日吉駅東口 - 高田駅）を開設[2]。あわせて南日吉団地中央停留所を「コンフォール南日吉」に、東芝独身寮前停留所を「アリュール日吉本町」に、日吉南小学校南口停留所を「日吉元石川線入口」に、東京鋼器前停留所を「高田地域ケアプラザ前」に、百石橋停留所を「東山田駅」にそれぞれ名称を変更。
- 2008年11月1日：横浜市営地下鉄グリーンラインの影響を受けてダイヤ改正。全時間帯において減便の他、出庫目的として日51系統にアリュール日吉本町止まりを新設。入庫はコンフォール南日吉発。ルートは日52系統と同一。
- 2010年5月1日：日40系統、日41系統のダイヤを改正し、日51系統、日52系統を新羽営業所に移管。
- 2014年12月1日：大同メタル前停留所を「高田消防前」に名称を変更。
- 2020年12月1日：日41系統を廃止。

日40系統は、日21・日22系統（日吉線）などの出入庫として運行される。そのため、書類上は日吉線に含まれるが、本項では運行区間の関係上こちらで述べる。前述の理由により、バックカメラ装備の車両で限定運用され、また日吉駅への到着時は、他系統が使用する綱島街道沿いの降車停留所ではなく、駅南側のバスプールに入る。バスプールの綱島街道側出入口には、遮断機が設置され、運転士がリモコンによって開閉する。なお、高田駅開設まで日吉駅方向は高田停留所（現・高田駅前停留所）には停車しなかった。これは他の系統でも同様である。
平日朝には日40系統で往復する運用（日吉側は日吉駅東口発着）もあり、主にワンロマ車が使用されている。朝の日吉駅行きと東山田営業所行きは本数が多い反面、それ以外の時間帯は運行間隔が4時間以上開くところもあり、土曜・休日に至っては東山田営業所行きの始車が10時前後と遅く、現在は日吉駅行き終車が平日は18時台、土曜・休日は17時台と早い。一時期、綱50・綱54系統が廃止された時期では、下根住宅前 - 長泉寺間は一般路線は当系統のみ運行される独自区間となっていた。その後、綱50系統が復活し本数が大幅に増え、独自区間がのちめ不動 - 長泉寺間に短縮したが、日41系統が廃止となった現在では、当系統の独自区間が増えた。

### すみれが丘線

すみれが丘線の路線図

- 鷺01：鷺沼駅 - 中有馬 - すみれが丘 - 北山田駅 - 東山田営業所
- 鷺03：鷺沼駅 - 中有馬 - すみれが丘 - 長徳寺前 - センター北駅
- 鷺04：鷺沼駅 - 中有馬 - すみれが丘 - 長徳寺前 - センター北駅 - センター南駅

年表
- 1979年12月17日：鷺沼駅 - すみれが丘として高津営業所所管で開業。
- 1993年11月1日：東山田営業所へ移管。同時にすみれが丘 - 東山田営業所間を延伸。
- 2002年6月16日：鷺03 - 05系統を開設[3]。
- 2024年3月8日 - 深夜バスを廃止[4]。

鷺沼駅と川崎市宮前区南部の有馬地区、川崎市・横浜市の境にあるすみれが丘地区、さらに港北ニュータウン内の東山田営業所、センター北駅、センター南駅を結ぶ路線である。開業の目的はすみれが丘地区が東急グループによって開発された（よってこの地域は横浜市が定める港北ニュータウンの開発地域から外れている）こと、当時から存在した鷺02系統（鷺沼線）で積み残しが多発していたことから、地域住民による要望によって開設された路線である。
開業当初は高津営業所の所管だったが、東山田営業所が開設されると同営業所に移管、すみれが丘 - 東山田営業所間を延伸した。延伸当時はすみれが丘行きが中心で東山田営業所間の本数は少なかった。
しばらくこの路線形態が続いたが、1998年にセンター南に港北東急SC、2000年にセンター北にモザイクモール港北（都筑阪急）、ショッピングタウンあいたいが開業すると、有馬地区から港北ニュータウン方向への人の流れが加速し、同地区の住民からセンター北方面への延伸が要望された。その結果、2002年のダイヤ改正で、鷺01のすみれが丘折返し便を延伸する形で、センター北方面へ向かう鷺03、04、05が新設された。また東山田営業所行きも本数が大増発された上に深夜バスまで設定され、幹線路線へと一気に変貌を遂げた。この際に当初の鷺01系統（鷺沼駅 - すみれが丘）の運転は日中は大半が存在しなくなり、後のダイヤ改正で完全に消滅した。しかし、その後のダイヤ改正で復活を果たし、深夜バスのみすみれが丘行きが設定されたが、深夜バスの廃止によって再び消滅している（すみれが丘始発便は現存）。すみれが丘の折返所は虹が丘営業所所管のた94系統（ニュータウン北線）が使用する。なお、この折返所は、かつて新羽営業所所管の綱島駅～すみれが丘の路線も使用したが、その路線は廃止された。
その後も買い物客のみならず、主に港北ニュータウンでの宅地・マンション造成による乗客増加が著しく、本数を増やしても朝ラッシュ時に積み残しを頻繁に起こしていたため、2005年度に青葉台・虹が丘に続く3例目として11.5mの長尺ワンステップバス7台が投入された。2006年度にはさらに標準尺ワンステップバスが5台投入され、12台の車両が専属で運用されていたが、置き換えなどで近年はノンステップバスでの運用も増加している。現在は鷺01系統が終日、鷺04系統が概ね9 - 18時台（土休日のセンター南駅発の最終鷺沼駅行きは19時台）に運行され、鷺03系統は鷺04系統の運行時間外となる朝晩に運行される。鷺01系統の両方向と鷺03系統の鷺沼駅方向は深夜バスの運行がある。鷺05系統は片道のみの深夜バスで、地区センター前までは鷺01系統と同じルート。すみれが丘を出るとた91・た92系統（ニュータウン北線）のルートで北山田駅、サレジオ学院を経由してセンター北駅で終着となる。
かつて当路線は川崎市（均一運賃210円、現金・IC同額）と横浜市（均一運賃220円、現金・IC同額）とを結ぶ路線のため、すみれが丘公園停留所を境に運賃が異なる。川崎市側から乗車する場合は申告制運賃となり、乗車時に降車地を乗務員に申告して運賃を支払う形式だったが、2023年3月から、運賃を値上げし、すべて統一された。ただし、2024年3月から全区間で再度運賃を値上げし、230円となった。
深夜バスは鷺沼駅発は全て鷺05系統として運行されていたが、鷺沼駅着の便は23時台の1台に鷺01系統があるのみで、入庫しないすべての深夜バスが鷺03系統として事実上の循環運転のように運用されていた。しかし、コロナ禍の影響により、深夜バスの運休が続いていたが、運行再開することなく、2024年3月8日付で正式に廃止となった。

### 鷺沼線
- 鷺02：鷺沼駅 - 中有馬 - 稲荷坂 - 久末 - 野川 - 千年 - 中原（小杉駅方面行きにおける武蔵中原駅の最寄り停留所） - （←中原駅前←） - 小杉駅前（川崎市バス溝口営業所→井田営業所→菅生営業所→井田・菅生営業所→井田営業所と共同運行）
- 鷺02：鷺沼駅 - 中有馬 - 稲荷坂 - 久末 - 野川 - 千年 - 中原駅前（川崎市バス井田営業所と共同運行）
- 鷺02：鷺沼駅 - 中有馬 - 稲荷坂 - 久末 - 野川
- 鷺02：鷺沼駅 - 中有馬 - 稲荷坂 - 久末
- 鷺02：鷺沼駅 - 中有馬 - 子の神 - 美里橋前 - 東山田営業所（出入庫便）

年表
- 1959年（昭和34年）：前身の有馬線が、荏田 - 工業都市駅（現・東横線武蔵小杉駅）間で開設。
- 1966年（昭和41年）4月1日：東急田園都市線の開業により、鷺沼駅までに短縮。川崎市バスが新規参入。
- 1974年（昭和49年）：鷺沼駅 - 新城駅系統を開設。
- 1985年（昭和60年）：深夜バスを新設。
- 1993年（平成5年）11月1日：東山田営業所開設と同時に高津営業所から移管。その後、川崎営業所との共管になる。
- 2008年（平成20年）3月30日：東山田担当便を高津営業所へ移管の上、東急トランセ管理委託とする。
- 2010年（平成22年）10月1日：川崎営業所廃止に伴う系統異動により、川崎担当便を東山田へ移管。高津担当便もトランセ管理委託を解除の上で引き受け、単独所管となる。
- 2011年（平成23年）4月1日：川崎市バス担当便のうち、鷺沼駅 - 井田営業所系統を除く全便が菅生営業所に移管、相模神奈交バス（現：神奈川中央交通）管理委託となる。
- 2017年（平成29年）3月26日：川崎市バスが菅生営業所を直営化、神奈川中央交通東による管理委託先を菅生営業所から井田営業所へ変更。これに伴う同日のダイヤ改正により川崎市バスは全区間が菅生との共管となる。東急バスとの共管区間は変更なし。
- 2021年 (令和3年) 4月1日：川崎市バス菅生営業所が鷲ヶ峰営業所に吸収され、鷲ヶ峰営業所菅生車庫に改称される。
- 2022年（令和4年）2月1日：ダイヤ改正により、有馬第二団地前→鷺沼駅間の区間便を廃止（市バス便を含む）[6]。また、川崎市バス担当便が、井田営業所単独となり、鷲ヶ峰営業所菅生車庫は撤退。
- 2024年（令和6年）4月1日：ダイヤ改正により、新城駅発着便が廃止（市バス便を含む）、東山田営業所発着便が新設。

東急バスと川崎市バスの共同運行路線。東急と川崎市バスの共通定期券が発売されている。
当初は高津営業所の管轄だったが、東山田営業所の開設により移管、その後川崎営業所との共管路線となった。川崎市バス・東急バス川崎営業所担当便はそのままで、東山田営業所担当便が再び高津営業所の担当となり、事実上東急バス直営・東急トランセ管理委託・川崎市バスの3者共管路線となったが、川崎営業所廃止に伴う系統異動により再び東山田の単独所管となっている。

川崎市バス側は菅生営業所および井田営業所の管轄（神奈川中央交通管理委託）となっている。2017年（平成29年）3月までは井田営業所発着便のみを井田営業所が、その他の便は菅生営業所が所管していた。
鷺沼駅発のバスには、小杉駅・中原駅行きの他、久末・野川・井田営業所（川崎市バスのみ）・東山田営業所行きなど、鷺沼口の区間便が存在する。このうち中原駅発着便は平日・土曜の朝夕のみ運行。久末発着便は折り返しの際、道中坂下または東山田営業所との間で回送され、野川発着便は能満寺、五反田橋交差点を経由して折り返しを行う。東山田営業所発着便は子の神・美里橋前経由で運行する。また出入庫の一部便は、営業所と鷺沼駅との間をすみれが丘線（鷺01）として営業する運用も存在する。補完路線として、小杉口では野川久末線（杉06・杉09系統）、当路線の中間部にあたる有馬第二団地 - 千年間では川崎市バス溝21系統も併走する。
車両は大型車（短尺）でノンステップバス、ワンステップバスが使用されるものの、主にすみれが丘線で使用される標準尺車や長尺車も使用されることがある。
2022年2月1日のダイヤ改正にて鷺沼駅 ← 有馬第二団地前間の運行を終了した（市バス側は、これに加えて久末始発便からも撤退している）。同日、川崎市バス側は鷲ヶ峰営業所菅生車庫が撤退し、井田営業所に一体化された。
2024年4月1日のダイヤ改正にて新城駅発着便が廃止となり、切り替える形で中原駅前発着は増便となった。
また、出入庫として子の神・美里橋前経由の東山田営業所発着便が新設した。
なお、2024年3月から東急バスの均一運賃は230円となっているが、川崎市バスでは運賃改定が行われず220円のままとなっているため、現在は運行社局によって運賃が異なっている。

### 北山田線
- 北31：センター北駅 - 国際プール正門前 - 東山田営業所
- 南31：センター南駅 - センター北駅 - 国際プール正門前 - 東山田営業所

年表
- 1993年3月18日：センター北駅 - 南山田三丁目（現・サレジオ学院） - 東山田営業所（後の北51系統）を開設。当初は新羽営業所所管。
- 1993年11月1日：東山田営業所開設に伴い移管。
- 1997年2月：センター南・北駅 - 横浜市室内水泳競技場（現・国際プール正門） - 東山田営業所系統（後の南31/北31）を開設。
- 1998年：センター北駅 - 横浜国際プール系統を開設。
- 2000年12月16日：センター北駅 - 横浜国際プール系統をセンター南駅/センター北駅 - 横浜国際プール（構内） - 東山田営業所（後の南32/北32）へ改編。
- 2002年6月16日：循環系統（北33・北53・南33・南53系統）に改編[3]。従来系統も出入庫便として存続。
  - 但しこの時はセンター南駅 - サレジオ学院を直通する便は存在しなかった。また、国際プール構内乗り入れも一部残された。
- 2003年3月19日：国際プール構内乗り入れを廃止。それに伴い南32・北32系統が消滅。南31系統も一旦廃止。南33・53系統のセンター南 - サレジオ学院を直通する便を開設。
- 2004年8月1日 土休日のセンター南駅発着便増発に伴い、出入庫便として南51系統を開設し、南31系統が復活。
- 2007年4月6日：従来からのサレジオ学院生徒輸送バスを生徒以外も乗車可能な形態に変更。
- 2008年3月30日：センター北駅 - サレジオ学院直行バスを廃止。
- 2008年11月1日：北33・北53・南33・南53系統を廃止。
- 2010年10月1日：北51・南51系統を廃止。

センター北駅と北山田・南山田のマンションとを結ぶ路線。日中はセンター南駅にも足を伸ばす。
元々は東山田営業所折返しだった別々の路線で、サレジオ学院経由は全便センター北駅発着、国際プール経由は日中のみセンター南駅発着で朝夕はセンター北駅発着という路線だった。2002年6月の港北ニュータウンのバス路線ダイヤ改正時に両路線を統合し循環路線として、サレジオ学院側でも日中のみセンター南駅便が発着するようになった。しかし、2008年3月の横浜市営地下鉄グリーンラインの開業で乗客が減少し、同線開業の約7か月後の2008年11月1日のダイヤ改正で循環線は全廃され、再び東山田営業所折返しの別々の路線となった。特に北51・南51系統はニュータウン北線た91・た92系統とセンター南駅 - 寺窪間で経路が重複している関係で出入庫便による運行が残されるのみである（ニュータウン北線の虹が丘営業所移管の際に廃止）。ちなみに、南30番台系統の路線の終点だった東山田営業所バス停は現在「コンフォール東山田」に名称変更されている。なお、センター南駅を発着するバスは平日よりも土休日の方が多い。
廃止されたセンター北駅 - サレジオ学院直行バスは、従来から存在するサレジオ学院生徒輸送バスを生徒以外も利用できるように形態変更したもので、途中は無停車であった。ただしサレジオ学院の登下校時間帯のみの運行で、休校日や休日、試験日など学校の時間割に合わせたダイヤとなっていた。
このほか、横浜国際プールでのイベント時には、センター北駅 - 横浜国際プールの直行便が運行される。

### さくらが丘線
| さくらが丘線 日23系統専用の小型車日野・リエッセ (KA546)川崎営業所時代の専用ラッピング。現在は一般色に戻されている。   |  | さくらが丘線 日23系統専用の小型車日野・リエッセ (KA546)川崎営業所時代の専用ラッピング。現在は一般色に戻されている。 |
| さくらが丘線 日23系統専用の小型車 日野・リエッセ (KA546) 川崎営業所時代の専用ラッピング。現在は一般色に戻されている。 |  | |

- 日23：日吉駅 - 日吉井田坂 - 井田病院正門前 - さくらが丘
日吉矢上通過。始発 - 9:00まで。さくらが丘入口 - さくらが丘間、フリー降車区間。
- 日23：日吉駅 - 日吉矢上 - 日吉井田坂 - 井田病院正門前 - さくらが丘
日吉矢上停車。9:00 - 終車まで。さくらが丘入口 - さくらが丘間、フリー降車区間。

年表
- 2003年9月3日：日吉駅 - さくらが丘を新設[8]。川崎営業所が担当していた。
- 2006年9月16日：朝ラッシュ時を除き日吉矢上停留所に停車開始。
- 2008年3月30日：川崎営業所から東山田営業所へ移管。
- 2014年12月1日：井田坂停留所を「日吉井田坂」に名称を変更。
- 2015年10月1日：ダイヤ改正。平日の朝6時台から11時台と夕方時間帯で運行時刻を一部変更[9]。
- 2016年9月3日：ダイヤ改正。土休日のみ運行時刻を変更して増便、日吉駅発・さくらが丘発の終車時刻を繰り下げ[10]。
- 2021年2月1日：新型車両（2代目ポンチョ、ショートボディ）を導入[11]。これに伴う乗車定員減を補うためダイヤ改正、平日のみ朝夕中心に上下各23本を増便するほか、始発時刻も繰り上げる（さくらが丘発5分、日吉駅発7分繰り上げ）[11]。土休日の時刻変更はなし[11]。

新日本製鐵先端技術研究所（旧・八幡製鐵東京研究所、現・日本製鉄REセンター）が千葉県富津市に移転したことによって生じた跡地を、2003年から新日鐵都市開発（現・日鉄興和不動産）が中心となって再開発した分譲戸建団地「Isaac（アイザック）日吉」の居住者に対する地域輸送のため、2003年（平成15年）9月3日付で開設された。沿線には川崎市立井田病院があることから、井田病院と日吉駅を結ぶ病院輸送の役割も担う。
運行開始時は川崎営業所の路線であったが、2008年3月30日、川崎営業所から東山田営業所へ移管された。
さくらが丘入口 - さくらが丘間はフリー乗降制になっており、降りたい所で降車ボタンを押せば自宅前でも降りることができる。ただし乗車は停留所のみでしかできない。
運賃区間は日吉駅 - 日吉井田坂（旧称「井田坂」）間は横浜市内、日吉井田坂 - さくらが丘は川崎市内の扱いとなるが、横浜市発行の敬老乗車証などは日吉駅 - さくらが丘入口間で利用可能である。
日吉駅 - 日吉町間は日21、22系統（日吉線）と併走するものの、その間の停留所は通過となっていたが、2006年9月16日のダイヤ改正で朝ラッシュ時を除き日吉矢上停留所に停車するようになった。
超狭隘路を走行するため、専用車として小型バスが使用される。運行開始時には日野・ポンチョ（初代）が導入され、その後は日野・リエッセ、三菱ふそう・エアロミディMEが在籍していたが、東山田営業所への移管時に車両も転属した。
非常な狭隘路を走行するため、専用の小型バスで運行される。川崎営業所からの移管時に専用車両も転入した。

### 野川久末線
- 杉06：小杉駅前 - 中原駅前/中原 - 千年 - 野川 - 久末 - 道中坂下
- 杉06：小杉駅前 → 中原駅前 → 千年 → 野川 → 久末 → 道中坂下 → 東山田駅入口 (入庫)
- 杉06：中原駅前 - 千年 - 野川 - 久末 - 道中坂下
- 杉09：小杉駅前 - 中原駅前/中原 - 千年 - 野川 - 野川台公園前
- 杉09：中原駅前 → 千年 → 野川 → 野川台公園前

年表
- 1920年代：杉06系統の前身となる新丸子 - 勝田間の路線が、八木商会により開設される。
- 1931年（昭和6年）6月1日：八木商会から玉川電気鉄道に譲渡。
- 1938年（昭和13年）4月1日：玉川電鉄が東京横浜電鉄に合併。
- 1940年（昭和15年）6月12日：東京横浜電鉄小杉営業所開設と同時に同営業所の担当となる。
- 1961年（昭和36年）9月1日：杉09系統の前身となる野川線、小杉駅 - 野川団地間で運行開始。
- 1966年（昭和41年）9月1日：野川線、鷺沼駅まで延長される。
- 1978年（昭和53年）：野川線（杉08）、久末線（杉06）に系統番号付与。
- 1981年（昭和56年）5月26日：野川線、野川台で分断される。鷺沼駅 - 野川台が鷺06、小杉駅 - 野川台間は杉09となる。杉09系統を杉06系統と一体運用化し、現在の形となる。
- 2007年（平成19年）7月1日：川崎営業所から高津営業所に移管の上、東急トランセ管理委託となる。同時に路線名を統合、野川久末線となる。
- 2010年（平成22年）5月1日：高津営業所より移管される。これにより東急トランセ管理委託を解除、直営に戻る。

武蔵小杉駅・武蔵中原駅から、杉06系統は久末方面へ、杉09系統は野川台方面へ向かう路線。杉06系統の源流は戦前の八木商会の時代にまで遡る非常に古い路線である。昭和30年代には、丸子橋を渡って東京都大田区の多摩川園前まで運行されていたとの記録も残っている。
杉06系統は久末、杉09系統は野川まで鷺沼線鷺02系統と併走し、同線と合わせて武蔵小杉駅・武蔵中原駅から乗客の多い中原街道方面の輸送の主力を担っている。平日の朝方は杉06系統を中心に中原駅止まりが多い。
また、杉06系統は徳持‐東山田駅の区間が横浜市内となっているが、このうち徳持、道中坂下は川崎市内運賃で乗車できる。ただし現金・ICカードで乗車する場合の措置であり、横浜市敬老特別乗車証および川崎市高齢者フリーパスは通常通り両市外のみでの乗車には利用できない。道中坂下折返所は川崎市バス鷲ヶ峰営業所菅生車庫と横浜市営バス港北営業所（過去には川崎営業所、高津営業所）の車両の折返しにも使用されている。杉09系統には大型中尺車が充当される場合もある。
2018年9月1日のダイヤ改正より、9時から15時の日中時間帯の毎時2本（平日14時・土曜15時・休日13時台は1本、平日9時台は3本）が、道中坂下から東山田駅まで延伸されたが、2020年12月1日のダイヤ改正で東山田駅への乗り入れは取りやめとなり、以降は入庫便のみ東山田駅入口まで営業運転をする形に変更されている。

### 契約輸送

#### 東京都市大学キャンパス間シャトルバス
- 直行：東京都市大学横浜キャンパス - 世田谷キャンパス
- 直行：東京都市大学世田谷キャンパス - 王禅寺キャンパス（世田谷キャンパス発のみ運行、運行日指定）

東京都市大学のキャンパス間を結ぶ路線。運賃は無料だが、乗車時に学内で配布されているシャトルバス利用券または学生証の提示が必要。
第三京浜道路（玉川IC - 都筑IC）を走行するため、当営業所担当分は全便をワンロマ車（主に貸切登録のH1284号車とH1285号車）で運行するが、それらの車両が使用できない際や水曜日増発便には「E-Liner」塗装車も充当される。
2014年度までは世田谷キャンパス - 等々力キャンパスの区間も目黒営業所と共管していたが、それ以降はオープンキャンパスなどの催事に限り等々力キャンパスまで乗り入れを行っていた。目黒との共管時は横浜キャンパス - 世田谷キャンパス - 等々力キャンパスの直通便（時刻表上では分割扱いだが事実上の直通便）と世田谷キャンパス - 等々力キャンパスの区間便をそれぞれ数便担当していた。なお、世田谷キャンパス - 等々力キャンパス間のシャトルバスは、2022年に等々力キャンパスの機能が世田谷キャンパスへ移転・統合することに伴い廃止されている。王禅寺キャンパス - 世田谷キャンパスの便は毎年4月から7月頃までの期間限定で運行する（火曜日1便のみ運行）。また、2015年度までは横浜キャンパスを経由していた。

#### 伊藤忠テクノソリューションズシャトルバス
- 市が尾駅 - 伊藤忠テクノソリューションズ（平日のみ運行）

伊藤忠テクノソリューションズ（CTC）の関係者のみ利用できる。横浜市営バス308系統の二の丸停留所付近にあるCTC横浜コンピュータセンターへの通勤輸送を担う。通常は専用車(H1362号車)で運行し、検査等で使用できない車両がある場合は一般車(バックカメラ付き短尺車)で運行される。
2023年2月より新羽営業所と共管で運行されている。

## 廃止・移管路線

### 日吉営業所時代

#### 廃止路線

##### 神奈川線
- 系統番号無し：日吉駅 - 北綱島 - 綱島駅入口 - 港北区総合庁舎 - 新横浜駅 - 六角橋 - 神奈川公会堂入口 - 東神奈川駅西口 - 横浜駅西口
- 系統番号無し：日吉駅 - 北綱島 - 綱島駅入口 - 港北区総合庁舎 - 新横浜駅（区間便）
- 系統番号無し：新横浜駅 - 六角橋 - 神奈川公会堂入口 - 東神奈川駅西口 - 横浜駅西口（区間便）

綱島街道を大豆戸交差点まで南下し、その後環状二号を走り、岸根から横浜上麻生道路を南下する。以前は神奈川公会堂入口から横浜新道に入り、東横反町駅前を経て松本から泉町経由で横浜駅西口に向かっていた。日吉駅 - 新横浜駅、新横浜駅 - 横浜駅西口の区間便も存在した。
終戦直後に東京の五反田駅と横浜駅西口を中原街道・綱島街道経由で結ぶ長距離路線として立ち上げられた。この時は、都内の中延営業所が担当した。当時は都内部分の五反田駅 - 丸子橋間は、東京駅まで直通していた同じ中延営業所の雪が谷線と同一経路で、丸子橋からは多摩川を渡り、丸子橋 -（綱島街道）- 菊名駅 -（旧綱島街道）- 六角橋 -（横浜上麻生道路）- 横浜駅西口の経路で運行されていた。
その後に川崎営業所へ移管され、日吉営業所設立後に再移管された。1964年（昭和39年）までに系統分割が行われ、五反田駅 - 綱島駅と日吉駅 - 横浜駅西口になった。その後菊名駅以遠は、菊名駅 → 法隆寺前 → 港北小学校前 → 菊名橋 → 六角橋北町 → 六角橋 - 横浜駅西口と横浜駅西口 → 六角橋 → 白楽駅 →妙蓮寺駅　→ 菊名橋 → 富士塚 → 港北区医師会館前　→　菊名駅に分かれ、1970年以降は新横浜駅経由に切り替えられた。
1970年代後半に、六角橋 - 横浜駅の経路が、東横反町駅 - 泉町経由から、東神奈川駅西口 - 青木橋経由に変更されている。
1985年（昭和60年）10月31日限りで新横浜駅 - 横浜駅西口が廃止され、翌1986年（昭和61年）10月31日をもって綱島駅 - 新横浜駅間も廃止された。日吉駅 - 北綱島 - 綱島駅は駒岡線の出入庫系統に組み込まれ、東山田への移転と同時に新羽営業所へ移管。現在は日81系統として運行されている。

##### 浦島線
- 系統番号無し：綱島駅 - 港北区総合庁舎 - 菊名駅 - 浦島丘 - 東神奈川駅西口 - 横浜駅西口（横浜市営バス保土ヶ谷営業所→港北営業所と共同運行）
- 系統番号無し：日吉駅 - 綱島駅 - 港北区総合庁舎 - 菊名駅 - 浦島丘 - 東神奈川駅西口 - 横浜駅西口（出入庫、東急のみ）

横浜市営バス59系統（綱島駅 - 横浜駅西口）との共同運行路線で、神奈川線とは大豆戸交差点 - 東神奈川駅間のルートが異なる。日吉営業所への出入庫系統として、東急に限り日吉駅まで運行する便も存在した。
1991年（平成3年）1月20日限りで東急が撤退。横浜市営バスも80系統（初代。新横浜駅 - 菊名駅 - 横浜駅西口、現在廃止）とともに港北営業所から浅間町営業所に担当が変更された。2023年現在、59系統は横浜市営単独で運行が継続されている。

#### 移管路線

##### 川和線
1966年（昭和41年）4月18日、新羽営業所の開設と同時に、日吉営業所から移管された。2010年（平成22年）7月1日、新羽営業所から青葉台営業所へ移管された。

##### 駒岡線
1993年（平成5年）11月1日、日吉営業所の移転（東山田営業所の新設）に伴い、新羽営業所へ移管された。

##### 鹿島田線
- 系統番号なし：日吉駅 - 箕輪町 - 宮前中町 - 江川町 - 越路 - 北加瀬 - 三菱自動車前 - 鹿島田交番前 - 平間駅 - 平間銀座 - ガス橋 - 下丸子 - 矢口渡 - 蓮沼駅 - 蒲田駅
- 川54：日吉駅 - 箕輪町 - 宮前中町 - 江川町 - 越路 - 北加瀬 - 三菱自動車前 - 鹿島田交番前 - 平間駅 - 平間銀座 - 下平間 - 遠藤町 - 河原町団地前 - ソリッドスクエア前（旧・明治製菓前） - 川崎駅

川崎営業所担当の下丸子線の変形として、1963年（昭和38年）4月20日付で開設された日吉駅 - 蒲田駅西口間の路線が元祖である。後に都内直通を取りやめ、川崎駅へ向かうように変更された。
1993年（平成5年）11月1日、日吉営業所の移転（東山田営業所の新設）に伴い、駒岡線と一体運用化するため新羽営業所に移管された。1997年（平成9年）2月15日限りで廃止された。

### 東山田営業所開設後

#### 廃止路線

##### 高田線（一部系統廃止）
- 日41：日吉駅東口 - 箕輪町舟下 - 北綱島 - 高田駅

日41系統は、日吉側の区間便で運行された。2020年3月1日のダイヤ改正で休日の運行がなくなり、平日、土曜日の朝時間帯と土曜日の日中の数便のみとなった。日吉線とは異なりノンステップバスが主に使用されていたが、後にワンステップバスの使用も多くなっていた。2020年12月1日のダイヤ改正で廃止となった。

##### 鷺沼線（一部系統廃止）
- 鷺02：鷺沼駅 ← 中有馬 ← 有馬第二団地前
- 鷺02：鷺沼駅 - 中有馬 - 稲荷坂 - 久末 - 野川 - 千年 - 新城駅前（川崎市バス井田営業所→菅生営業所→井田・菅生営業所→井田営業所と共同運行）

有馬第二団地前発は鷺02の区間便で、平日朝の鷺沼駅方向のみ運行。川崎市バスと共同運行していたが、2022年2月1日に両社とも廃止された。なお、市バスにおいては、同日に久末始発便からも撤退している。
新城駅発着便は平日・土曜の朝夕のみ運行だったが、2024年4月1日に両社とも廃止となった。

##### 北山田線（一部廃止）
- 北32：センター北駅 - 横浜国際プール - 東山田営業所
- 直行：センター北駅 - 横浜国際プール
- 南32：センター南駅 - センター北駅 → 横浜国際プール → 東山田営業所
- 北53：センター北駅 → サレジオ学院 → 東山田営業所 → 横浜国際プール → センター北駅（内回り）
- 北33：センター北駅 → 横浜国際プール → 東山田営業所 → サレジオ学院 → センター北駅（外回り）
- 北33：センター北駅 → 国際プール正門前 → 東山田営業所 → サレジオ学院 → センター北駅（外回り）
- 南53：センター北駅 → 横浜国際プール → 東山田営業所 → サレジオ学院 → センター北駅（外回り）
- 南53：センター北駅 → 国際プール正門前 → 東山田営業所 → サレジオ学院 → センター北駅 - センター南駅（外回り）
- 南53：センター南駅 → センター北駅 → 国際プール正門前 → 東山田営業所 → サレジオ学院 - センター北駅（外回り）
- 南33：センター北駅 → 横浜国際プール → 東山田営業所 → サレジオ学院 → センター北駅 - センター南駅（外回り）
- 南33：センター北駅 → 国際プール正門前 → 東山田営業所 → サレジオ学院 → センター北駅 - センター南駅（外回り）
- 南33：センター南駅 → センター北駅 → 横浜国際プール → 東山田営業所 → サレジオ学院 - センター北駅（外回り）
- 南33：センター南駅 → センター北駅 → 国際プール正門前 → 東山田営業所 → サレジオ学院 - センター北駅（外回り）
- 北51：センター北駅 - サレジオ学院 - 東山田営業所
- 南51：センター南駅 → センター北駅 → サレジオ学院 → 東山田営業所

##### 野川久末線（一部廃止）
- 杉06：小杉駅前 - 中原駅前/中原 - 千年 - 野川 - 久末 - 道中坂下 - 東山田駅

2020年12月1日のダイヤ改正で杉06の東山田駅乗り入れが廃止された。
すみれが丘線（一部廃止）
- 鷺05：鷺沼駅 → 中有馬 → すみれが丘 → 北山田駅 →  サレジオ学院 → センター北駅（深夜バス）

2024年3月8日付で深夜バスが正式に廃止されたため、鷺05も事実上の廃止となった。

##### IKEA港北シャトル（契約輸送）
- 直行 ： 用賀駅 - IKEA港北

2013年3月1日から5月31日までの期間限定で運行されていた路線。瀬田営業所→新羽営業所が担当していた田園調布駅 - IKEA港北シャトルバスに続いて2路線目となる。用賀駅バスターミナルでは弦巻営業所担当の園02系統（世田谷区民会館方面行き）と同じ4番乗り場から発車した。運賃は無料で、第三京浜道路を走行するため座席定員制となっており、ワンロマ車で運行していた。

##### 深夜急行・高速ニュータウン線
- ミッドナイト・アロー：渋谷駅 → 鷺沼駅 → すみれが丘 → 北山田交差点 → センター北駅 → センター南駅 → 仲町台駅

年表
- 2003年11月4日：深夜急行バス「ミッドナイトアロー」渋谷駅発仲町台駅行きを新設[16]。当初は平日（月〜金曜日）に1便運行され、鷺沼駅は通過していた。
- 2019年3月1日：運行日を金曜日・祝前日のみとし、発車時刻を変更。また鷺沼駅にも停車[17]。
- 2020年3月27日：後述の新型コロナウイルスの感染拡大防止による運休のため、事実上の最終運行日となる[18][19]。
- 2020年3月30日：新型コロナウイルスの感染拡大防止のため運休[18]。
- 2022年7月31日：路線廃止[19]。

渋谷駅から港北ニュータウン内の仲町台駅まで運行していた深夜急行バスである。金曜日・祝前日に1便運行され、東京都心の渋谷駅から港北ニュータウンまで乗り換えずに帰宅できる唯一の交通手段となっていた。首都高速道路3号渋谷線、東名高速道路を走行することから座席定員制となっており、通勤高速バス用車またはワンロマ車が使用された。ルートは渋谷駅から鷺沼駅までは青葉台営業所が担当する高速青葉台線と同じ経路、鷺沼駅からは北山田交差点まですみれが丘線鷺05系統の経路を通り、北山田交差点から平台交差点まで歴博通り、平台交差点から仲町台駅まで新横浜元石川線を通るコースであった。センター北駅では、バスターミナルとは駅を挟んで反対側の歴博通り上にあるバス停に、センター南駅では駅前のバスターミナルに停車していた。

##### 「TOKYU E-Liner」通勤高速バス・高速虹が丘線

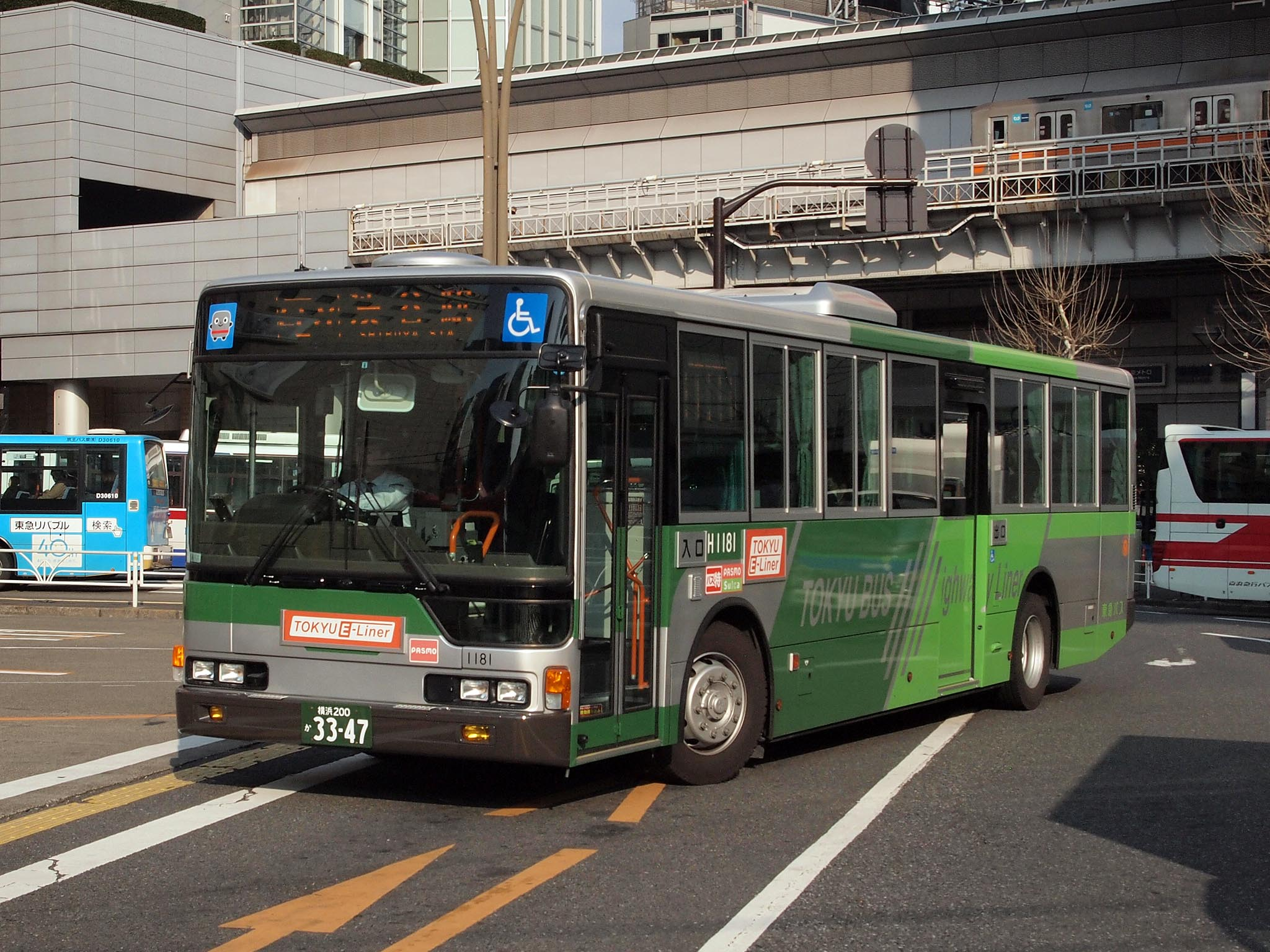
「TOKYU E-Liner」専用車

- 急行（EL2〜EL6）：虹が丘営業所・すすき野団地・美しが丘西・稗原・犬蔵 →（東名高速道路・首都高速3号線経由）→ 池尻大橋駅・渋谷駅

年表
- 2011年11月1日：「TOKYU E-Liner」通勤高速バス・高速虹が丘線を新設[20]。
- 2019年3月1日：運行本数を1日3便に減便。
- 2020年3月27日：後述する新型コロナウイルスの感染拡大防止による運休のため、事実上の最終運行日となる[18][19]。
- 2020年3月30日：新型コロナウイルスの感染拡大防止のため運休[18]。
- 2022年7月31日：路線廃止[19]。

東急バスの20周年を期した新サービスとして、2011年11月1日に運行を開始した。平日の朝のみ片道5便（EL2・EL4・EL6・EL8・EL10号）運行されていたが、2019年3月1日より1日3便に減便された。2020年3月30日から新型コロナウイルスの感染拡大防止のため運休となり、2022年7月31日をもって廃止された。2020年3月27日が事実上の最終運行日となった。
この路線の目的として田園都市線の混雑緩和があり、必ず着席乗車できることをメリットとしていた。運賃支払いの際にICカードを使用すると、現金支払い時よりも安いIC運賃で乗車が可能であった（残額不足の場合は、ICカードにチャージすることで現金支払い時より安い運賃で乗車できた）。
高速道路を経由するため座席定員制で運行され、乗車時にはシートベルトの着用が必要となる。降車は池尻大橋駅と終点の渋谷駅のみ。通勤高速バス用車両、ワンロマ車（東急田園都市線のラインカラーである緑色を基調とした車両、ワンロマ塗装の車両）で運行されていた。

#### 移管路線

##### 東山田線
- 綱53：綱島駅 - 高田 - 百石橋 - すみれが丘
- 綱54：綱島駅 - 高田 - 百石橋 - 東山田営業所

年表
- 1993年3月18日：綱島駅 - すみれが丘・東山田営業所を新羽営業所担当にて開設。
- 1993年11月1日：日吉営業所移転により東山田営業所へ移管（出入庫路線としてすみれが丘 - 東山田営業所も開設）。
- 2008年3月30日：横浜市営地下鉄グリーンライン開業に伴い、綱53系統を廃止[2]。綱54系統を新羽営業所へ再移管（同年11月1日に廃止）。

##### 高田線（日吉本町循環線）
- 日51：日吉駅東口 → 箕輪町舟下 → コンフォール南日吉 → アリュール日吉本町 → 日吉本町 → 日吉駅東口（循環）
- 日51：日吉駅東口 → 箕輪町舟下 → コンフォール南日吉 → アリュール日吉本町（入庫系統）
- 日51：コンフォール南日吉 → アリュール日吉本町 → 日吉本町 → 箕輪町舟下 → 日吉駅東口（出庫系統）
- 日52：東山田営業所 → 東山田駅 → 高田駅前 → 日吉本町 → コンフォール南日吉 → 日吉本町 → 箕輪町舟下 → 日吉駅東口（出庫系統）

年表
- 2010年5月1日：ダイヤ改正に伴い、新羽営業所に移管。移管時に路線名を日吉本町循環線に変更し、高田線から分離。

##### ニュータウン北線
- 北21：センター北駅 - 北原橋 - センター北駅
- 北302：センター北駅 - 新北川橋
- 東山田営業所 - 新北川橋
- た91（初代）：たまプラーザ駅 - 新北川橋
- た91（2代目）：たまプラーザ駅 - 研究所前 - 北山田駅 - サレジオ学院 - センター北駅
- た92：たまプラーザ駅 - 研究所前 - 北山田駅 - サレジオ学院 - センター北駅 - センター南駅
- た99 → た93：たまプラーザ駅 - 研究所前 - 北山田駅 - 東山田営業所
- た94：たまプラーザ駅 - 研究所前 - すみれが丘
- た95：たまプラーザ駅 - 中川駅 - すみれが丘

年表
- 1990年11月16日：たまプラーザ駅 - 新北川橋（後の初代た91）、たまプラーザ駅 - すみれが丘（後のた94）を開設。当初は新羽営業所所管。(新北川橋へは新羽営業所から新栄高校北口経由で出入庫していた)
- 1993年3月18日：たまプラーザ駅 - センター北・南駅（後のた91・た92）、たまプラーザ駅 - 中川駅 - すみれが丘（後のた95）、センター北駅 - 新北川橋（後の北302）、センター北駅 - 北原橋 - センター北駅（後の北21）を開設。
- 1993年11月1日：東山田営業所開設に伴い移管(出入庫線として東山田営業所 - 新北川橋系統も新設、北302系統と併用)
- 2003年3月19日：北21系統廃止。た99（後のた93）系統開設。
- 2007年4月1日：市営302系統短縮に伴い共通乗車券取り扱いを中止。
- 2007年4月6日：従来からのサレジオ学院生徒輸送バスを生徒以外も乗車可能な形態に変更。
- 2008年3月30日：横浜市営地下鉄グリーンライン開業に伴い、た91・た95・北302系統・サレジオ学院直行バスを廃止し、た92・た93系統を北山田駅、サレジオ学院経由に経路変更[2]。また、た93系統はた91系統に、た99系統はた93系統に系統番号を変更。
- 2008年11月1日：た94系統を廃止。
- 2010年10月1日：た91・た92系統を虹が丘営業所へ移管。た93系統を廃止。

2010年10月の川崎営業所廃止に伴う系統所管営業所の異動で、た91・た92系統は虹が丘営業所へ移管された。また、同日のダイヤ改正では、た94系統の復活、た91系統の北山田駅 - センター北駅間の区間便新設が実施され、これらも虹が丘営業所担当で運行されている。

#### 大塚製靴直行バス
- 日吉駅 - 大塚製靴（直行便）

大塚製靴日吉工場で、靴の即売会が実施される日にあわせて運行されていた。東急線日吉駅の改札口前に乗り場案内が掲出されていた。
大塚製靴日吉工場閉鎖とともに廃止。

## 車両
日吉営業所時代の最末期はいすゞ車で統一され、モノコック 車や、キュービック純正車体（川崎車体）、富士重工製車体（5B）を架装したワンロマ車が配置されていた。
東山田営業所の発足当初は、日吉営業所から引き継いだいすゞ車と、高津営業所などから転属してきた日野車という構成であり、しばらくはこの2社で新車導入がなされた。いすゞ車は1996年以降新車導入されなくなったが、2006年から再び導入を再開している。2000年から三菱車の配置が始まった。2003年からは再び日野車の新車がワンステップバスを中心に導入され始め、現在ではいすゞ車、三菱車、日野車が中心となっている。
2010年10月より川崎営業所の廃止に伴い、同所から日産ディーゼル（現：UDトラックス）製のUA系ワンステップ車が3台（H421 - 423）転属し、全メーカーが揃うようになったが、UA系は2017年度までに全車除籍となった。
近年はノンステップバスの都内営業所への転属が目立ち、当営業所には10台のみとなり、ワンステップバスの比率が非常に高まっていたが、2015年度からエアロスターのノンステップバスが導入され、ワンステップバスを置き換えている。
2014年から全車両を対象に、運行管理・連絡用無線機が運転席に設置された。

### 一般乗合車

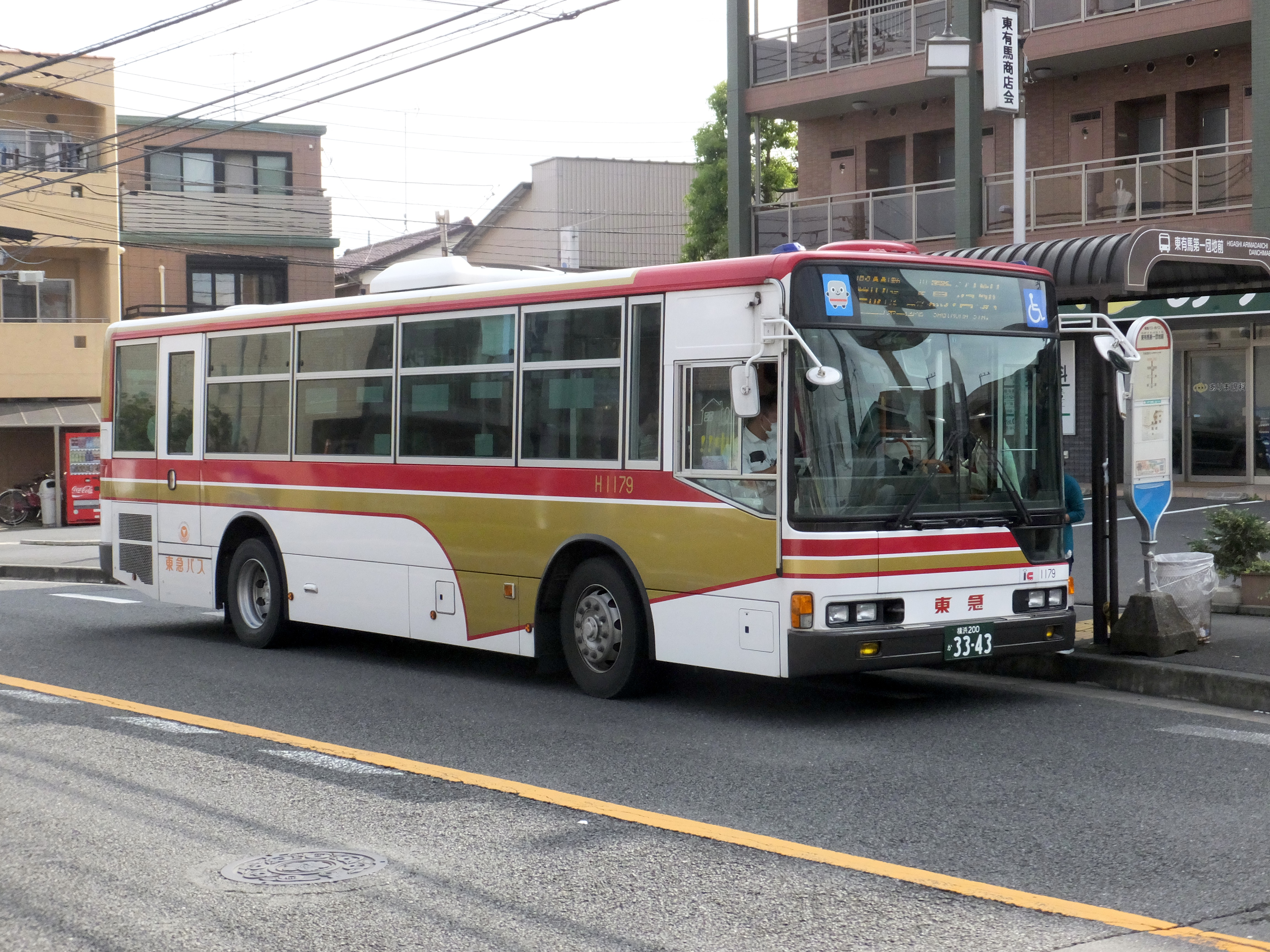
創立20周年2代目観光塗装車(H1179)

車種は基本的に大型車（短尺）で構成される。本営業所所属の車両は、ノンステップ以外の一般路線車は一部を除きバックカメラを装備している。これは日吉線で狭隘路を走行するためであり、日吉営業所時代からの伝統である。他の営業所からの転入車が生じた場合は、その車両に対してバックカメラやマーカーランプの取り付けが行われることがある。バックカメラとマーカーランプはワンステップバスのうち、いすゞ・エルガの過半数、日野・ブルーリボンシティとブルーリボンIIの全車、三菱ふそう・エアロスターのほぼ全車に装備されている。もう一つは2004年に他営業所に先駆けてLED方向幕の装備が進められたことであり、後述のワンロマ車を含め全車に装備されている。
ノンステップバスは神奈川県内の東急バスの営業所としては青葉台営業所の次に導入が早く、2000年に1900番台の三菱ふそう車5台を皮切りに、その後もしばらく導入が続けられたが、三菱ふそうノンステップ車は路線移管や他営業所の経年車置き換えなどにより、淡島・瀬田・高津・新羽・虹が丘などの各営業所に転出した。一時期は全て日野車となっていたものの、2015年に標準尺で久々に三菱ふそう車が導入されている。
また2005年にすみれが丘線用に三菱・日野製の長尺ワンステップが、2006年に同じくすみれが丘線用にいすゞ製の標準尺ワンステップが導入された。これらの車両は青葉台・虹が丘に所属している車両と同じく中扉が4枚折戸になっている。すみれが丘線以外では、同様に乗客が多い鷺沼線や野川久末線でも使用されている。
2011年に導入されたH1179は、東急バス創立20周年企画である歴代塗装復刻により2代目観光塗装となっている。同車はH1180とともに鷺沼線での運用が多い。

### ハイブリッド車
低公害車としては、日野ブルーリボンハイブリッド（ノンステップ車）が2台在籍する。日吉線など一部を除く管内各路線で運行されており、貸切輸送にも使用されることがある。
過去には日野ブルーリボンシティハイブリッドが6台配置されていたが、全車が除籍されている。

### ワンロマ車
長尺車をベースに座席定員を多く取った「ワンロマ車」と呼ばれる車両も通勤高速用車を含めて計5台在籍し、通常はTOKYU E-Liner（高速虹が丘線）や深夜急行バス、東京都市大学キャンパス間連絡バスの特定輸送に使用されるが、時折一般路線（日40系統）に入ることもある。
2013年3月1日からの用賀駅 - IKEA港北シャトルバスの試験運行開始に伴い、同シャトルバスにも使用されており、新羽営業所から青色のIKEA塗装のワンロマ車（H287）が転入していたが、試験運行終了時に新羽営業所に戻っている。本営業所に配置されているワンロマ車・通勤高速用車は、IKEA塗装車を除き車内窓に日除けのための横引きカーテンの設置改造が行われている。
2011年に導入されたH1181、2012年に導入されたH1283と、車体再生の際に塗装が塗り替えられ、新羽営業所から転属してきたH674は、東急田園都市線のラインカラーである緑色を纏った通勤高速バス塗装となっており、塗り分けはリムジンバスに準じ、車体側面に「TOKYU BUS Highway Liner」のロゴを入れている。TOKYU E-Liner（高速虹が丘線）や深夜急行バスには通勤高速バス塗装の車両を優先的に使用し、検査時にはワンロマ塗装車が使用される。
また、ワンロマ塗装車の中には東京都市大学の広告を貼り付けている車両（H1284）もあり、同車は貸切登録されているため、東京都市大学キャンパス間連絡バスで使用される。車種は全て三菱ふそう・エアロスターで統一されており、前面はH1181とH1283は路線マスク（正面行き先表示が大型）、その他の車両は観光マスク（正面行き先表示が小型）となっている。
2022年春ごろに青葉台営業所よりAO1280、AO1281が転入し、玉突きで路線マスクの2台（H1181,H1283）が新羽営業所へ転出した。

### さくらが丘線専用車

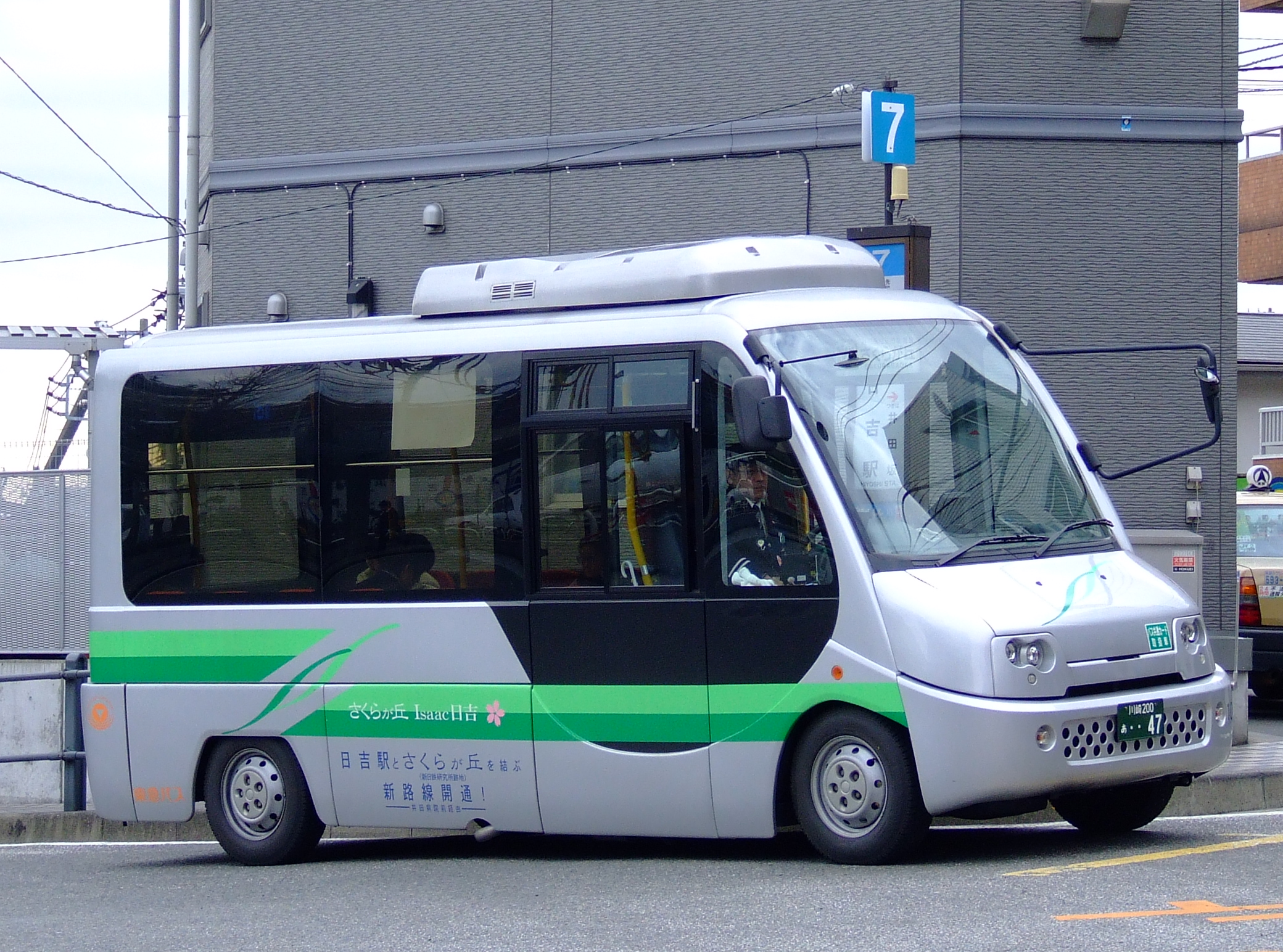
初代専用色車（日野・ポンチョ）

さくらが丘線は非常な狭隘路を運行するため、専用の小型車で運行されている。以降本節では、川崎営業所担当時代からの車両の変遷について述べる。
さくらが丘線の運行開始にあたり、2003年8月に専用色の日野・ポンチョ（初代）4台（2707 - 2710号車、川崎営業所所属時代の車番はP7 - P10）を新車導入した。住民の増加とともに利用者数も増えたため、翌2004年4月に増備車として三菱ふそう・エアロミディMEを2台（575 - 576号車）新車導入した。
その後も乗客の増加は続いたため、2005年1月にはより収容力の大きい日野・リエッセ3台（546 - 548号車）を新車導入し、初代ポンチョと置き換えた。車両代替により捻出されたポンチョ3台（2707 - 2709号車）は、一般色に変更した上で新羽営業所へ転属して綱74系統に投入され、その後に高津営業所へ再転属した。
2006年5月16日のダイヤ改正に伴い、リエッセが増車され2台（761 - 762号車）が新車導入。それに伴い、残っていた初代ポンチョ1台（2710号車）も高津営業所へ転出した。
2007年4月には、玉05系統（宇奈根・喜多見地区コミュニティバス）開設に伴い、エアロミディMEが1台瀬田営業所へ転出し、リエッセがもう1台（7734号車）増車された。翌2008年春には1台残っていたエアロミディMEも瀬田営業所へ転出したため、当路線はリエッセに車種統一された。
2013年2月には瀬田営業所からタマリバーバスで使用されていたリエッセ（6027号車）が転入、その後も2019年9月に瀬田営業所から美術館線(玉31.32)で使用されていたリエッセが4台（6125 - 6128号車）が転入した。
2017年3月には瀬田営業所からエアロミディMEが1台（576号車）が戻され、約9年ぶりにさくらが丘線用にエアロミディMEが配置されたが、2019年9月に除籍され、再びリエッセに統一された。こうしてさくらが丘線ではリエッセが専用車として使用されてきたが、リエッセは2011年に販売を終了しため代替車両の問題が発生しており、近年では瀬田営業所所管の山コーチ(玉31.32系統)で使用されていたリエッセを転属させること(6129号車)で対応してきた。
2021年2月1日、新型車両としてポンチョ（2代目HX系）ショートボディを3台新車導入。同時にダイヤ改正を行い、乗車定員の減少分を便数の増発で対応することとした。以降は順次ポンチョショートへ車両を代替する予定としている。なおポンチョショート導入に先立ち、2019年には淡島営業所からハチ公バス専用車を借りて、日吉駅周辺などで教習を行っていた。2021年に導入された2代目ポンチョは一般色で、ハチ公バスを除いては初のポンチョショート導入であり、一般色でのポンチョショート導入は東急バス初の事例となった。
床形状については、ポンチョとMEはノンステップ、リエッセはツーステップで中扉に車椅子用リフトを装備している。塗色については、初代ポンチョは前述のように専用色、宇奈根線から転用のMEは一般色であった。タマリバーバスから転用のリエッセは一般色の上に専用マークのラッピングを施していたが、東山田営業所への移管までに全車が一般色に戻された。